# Dannavan Morrison
Dannavan Morrison (sinh ngày 12 tháng 6 năm 1960) là 1 cựu vận động viên cricket người Bahamas. Morrison là 1 right-handed batsman.
Morrison chơi trận đầu tiên cho Bahamas tại giải 2006 ICC Americas Championship Division 2 với đội PanamaBelize.
Morrison chơi trận Twenty20 duy nhất cho Bahamas với đội Cayman Islands ở vòng 1 giải 2006 Stanford 20/20.
Morrison đã tham dự giải 2010 ICC World Cricket League Division Five và 2010 ICC Americas Championship Division 2. Morrison chơi trận cuối cùng với đội Vanuatu.

## Liên kết khác
- Dannavan Morrison at Cricinfo
- Dannavan Morrison at CricketArchive